# Chrysogorgia sphaerica
Chrysogorgia sphaerica är en korallart som beskrevs av Aurivillius 1931. Chrysogorgia sphaerica ingår i släktet Chrysogorgia och familjen Chrysogorgiidae. Inga underarter finns listade i Catalogue of Life.